# 米利都的阿里斯托德穆斯
阿里斯托德穆斯（希臘語：Aριστoδημoς ,前四世紀人物），是米利都人，他是亞歷山大繼業者安提柯的下屬及夥友。
前315年第三次繼業者戰爭爆發，安提柯派遣阿里斯托德穆斯帶著1000塔蘭同前往伯羅奔尼撒，以這筆錢盡可能地募集雇傭軍，同時還命他出使波利伯孔和其子亞歷山大，希望雙方能結盟，對抗馬其頓的卡山德。阿里斯托德穆斯於是來到拉科尼亞，斯巴達人也准許他在境內進行募兵行動，結果他在伯羅奔尼撒募到8,000名士兵。除此之外，阿里斯托德穆斯也成功與波利伯孔和亞歷山大締結良好關係。
埃及的統治者托勒密與卡山德是同盟，他派遣一支艦隊前去希臘對抗阿里斯托德穆斯和安提柯的盟友們，同時卡山德也南下希臘，奪取了伯羅奔尼撒大部份。隨著卡山德把主力帶回，阿里斯托德穆斯和亞歷山大他們共同致力誘使
半島上的希臘城鎮驅除卡山德的當地駐軍，來恢復希臘人的獨立。然而後來亞歷山大接受卡山德的和解，他叛離安提柯陣營轉到卡山德那一方去，並接受卡山德任命的伯羅奔尼撒統帥，還可率領當地卡山德部隊。
前314年，阿里斯托德穆斯成功讓埃托利亞同盟加入安提柯這一方，並擁有一支由雇傭軍組成的大軍。當亞歷山大包圍基利尼斯（Kyllini）時，阿里斯托德率領這支軍隊前去攻擊亞歷山大，並為基利尼斯他們解圍。阿里斯托德隨後收復許多城鎮，包含亞該亞的帕特雷、底米（Dymi）等，並為他們恢復獨立。在這之後，於前306年阿里斯托德穆斯還出現一次於歷史上。